# Crasville, Manche

Crasville este o comună în departamentul Manche, Franța. În 1 ianuarie 2022 avea o populație de 223 de locuitori.